# Kaap Adare
Kaap Adare is een ijsvrije landtong aan het uiterste noordoosten van Victorialand in Oost-Antarctica die de Rosszee scheidt van de voorgestelde Somovzee en de rest van de Zuidelijke Oceaan. Tijdens de eerste Antarctische expedities was Kaap Adare een belangrijke landingsplaats. 480 km ten noordoosten van Kaap Adare bevindt zich het Scotteiland.
Kaap Adare heeft een vulkanische oorsprong. Het gesteente bestaat uit donker basalt. Sinds 2000 is Kaap Adare binnen het kader van het Antarctisch Verdrag aangemerkt als "Antarctic Specially Protected Area", de hoogst mogelijke status van beschermd gebied.  

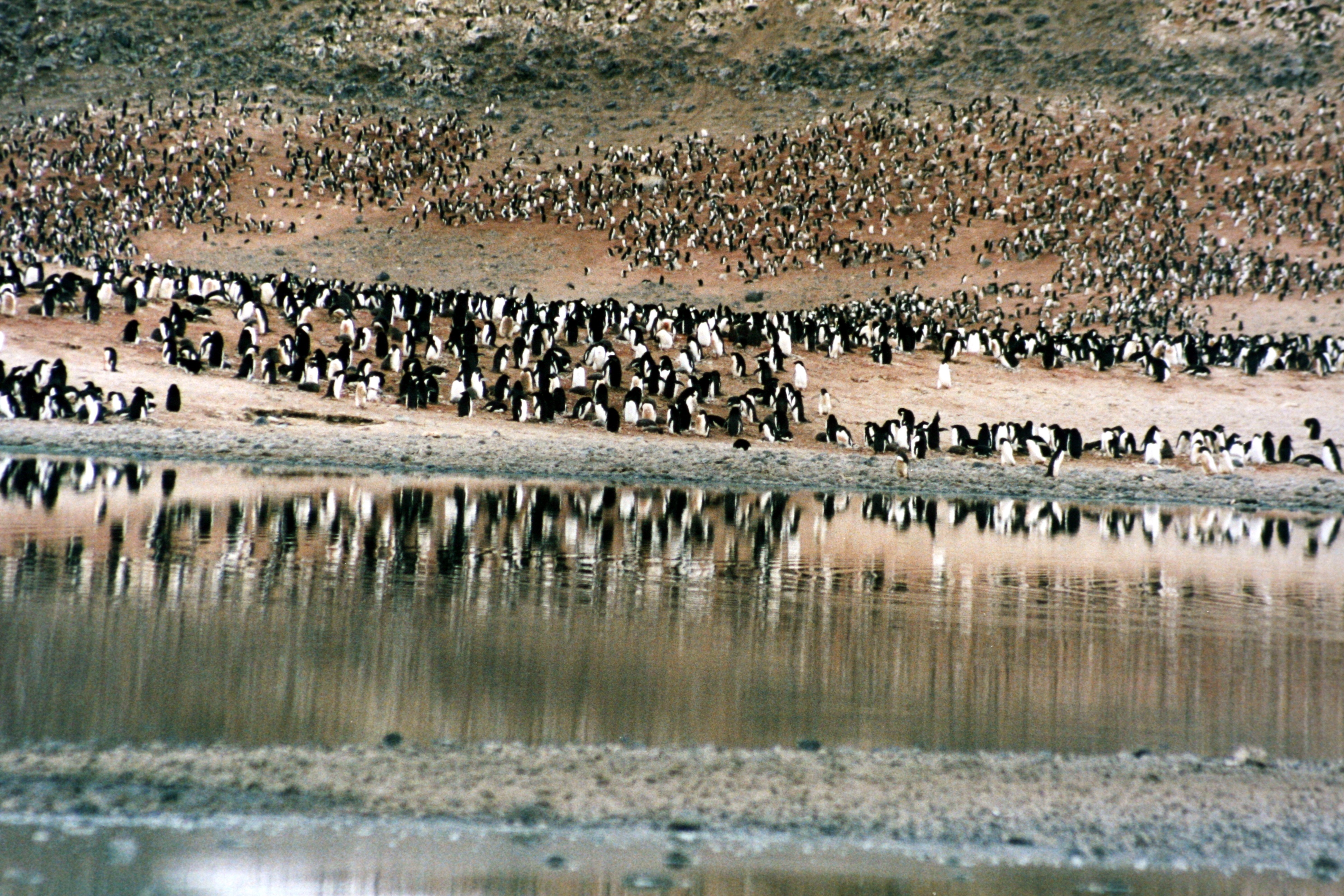
Adeliepinguïns op Kaap Adare
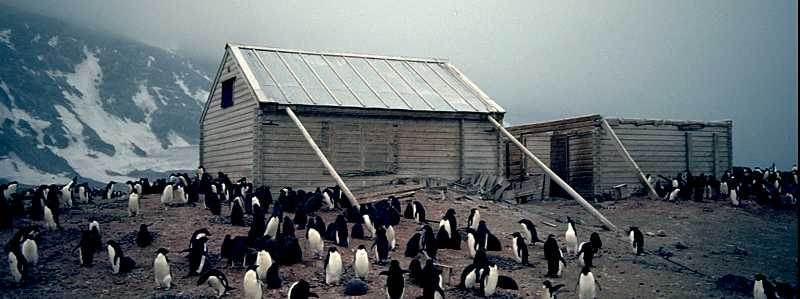
De twee houten hutten van Borchgrevink uit 1899, omgeven door adeliepinguïns

## Geschiedenis
De Britse marineofficier James Clark Ross ontdekte de kaap in 1841 en noemde het gebied naar een van zijn vrienden, Viscount Adare. In januari 1895 landden de Noorse onderzoekers Henryk Bull en Carsten Egeberg Borchgrevink op Kaap Adare om steenmonsters te verzamelen. In 1899 keerde Borchgrevink samen met negen andere expeditieleden op het schip de Southern Cross terug naar Kaap Adare en richtte Camp Riley op, van waaruit hij begon met het observeren van het weer. Een van de andere expeditieleden, de 28-jarige zoöloog Nicolaus Hanson, kwam die winter om en werd op Kaap Adare begraven. Om zijn graf te delven werd er met behulp van dynamiet gesteente ogpeblazen. Ook veel van de 75 sledehonden overleefden de expeditie niet, mogelijk ook doordat de expeditieleden ze opaten, hetgeen in die tijd niet ongebruikelijk was. De overlevenden werden in januari 1900 weer opgepikt door de Southern Cross. Hun twee overlevingshutten worden tegenwoordig door de Antarctic Heritage Trust onderhouden. In 1990 werden ze gerestaureerd.  
In 1911 en 1912 overwinterden ook enkele leden van de Terra Nova-expeditie op Kaap Adare. De hutten die zij bouwden zijn inmiddels vervallen.
Het onderzoeksstation dat zich het dichtst bij Kaap Adare bevindt is het Hallett Station op Kaap Hallett, dat van 1957 tot 1973 in gebruik was en gezamenlijk eigendom was van de Verenigde Staten en Nieuw-Zeeland.
In oktober 2005 kwam de reusachtige IJsberg B-15, die in maart 2000 was losgebroken van het Ross-ijsplateau, in botsing met Kaap Adare, waarna hij in stukken brak.

## Ecologie
Op Kaap Adare bevindt zich de grootste kolonie adeliepinguïns ter wereld (ca. 250.000 broedparen). Met behulp van C14-datering is vastgesteld dat de oudste op Kaap Adare aanwezige pinguïnbotten van 38.000 jaar geleden dateren. 